# Emma Braslavsky

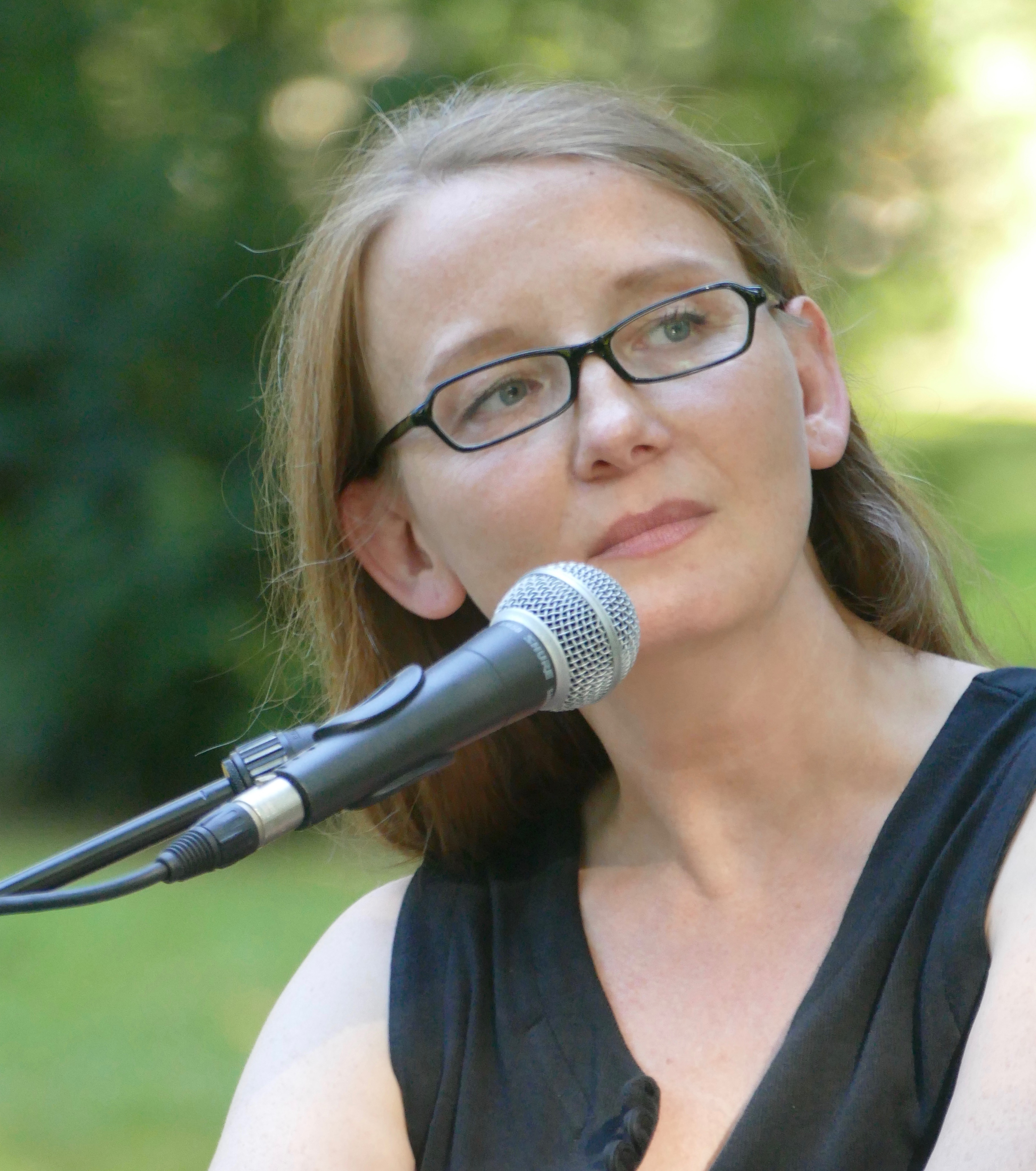
Emma Braslavsky (2016)

Emma Braslavsky (geb. Kathrin Emma Magerl; * 2. Juni 1971 in Erfurt) ist eine deutsche Schriftstellerin und Kuratorin. Ihr tragikomischer Debütroman Aus dem Sinn (2007) wurde mehrfach ausgezeichnet. Als Kuratorin zeichnete sie verantwortlich für interdisziplinäre Ausstellungen. Seit 2010 schreibt und produziert sie gemeinsam mit ihrem Bruder, dem Musiker Alexander Magerl, die abendfüllende Hörcomic-Serie Agent Zukunft.

## Leben
Emma Braslavsky wurde in Erfurt geboren. Ihr Vater hatte zwei Jahre vor ihrer Geburt einen Gedächtnisverlust erlitten und verbrachte zur Rehabilitation viel Zeit in einer Nervenheilanstalt. Ihre Mutter, die damals als Buchhalterin arbeitete, gab das Kind in die Obhut der Großmutter väterlicherseits.
Nach der zweiten Klasse schickte eine Kommission sie auf ein Gymnasium mit Fremdsprachenprofil. Den Großteil ihrer Jugend verbrachte sie als Mitglied des damaligen Erfurter Ti(c)k-Jugendtheaters auf der Bühne. Sie spielte die Martha in der mehrfach preisgekrönten Inszenierung von Frank Wedekinds Frühlings Erwachen (Regie: Karlheinz Krause, Co-Regie & Producerin: Renate Lichnok). Mit 14 tanzte sie hin und wieder am Wochenende in einem Tanzensemble für Modern Dance am Weimarer Nationaltheater. Als sie 15 Jahre alt war, starb ihre Großmutter. Über ihre Jugend sagte Braslavsky selbst: „Drei Tatsachen haben mich davor bewahrt, an Klebstofftuben zu schnüffeln: das Theater, die großartige Lichnok und Goethes Faust.“
Im Frühsommer 1989 gelang ihr die Flucht aus der DDR. Es folgten viele Ortswechsel, zwei Jahre in München, ein Jahr in Rom, ein Monat Paris. 1993 ging Braslavsky nach Berlin und nahm ein Studium der Fremdsprachlichen Philologien und Südostasienwissenschaften auf. 1994 machte sie ein Lektorats-Praktikum bei Tor Books (St. Martin’s Press) in New York. 1995 studierte sie ein Semester an der Lomonossow-Universität in Moskau, 1996 unternahm sie eine ausgedehnte Reise durch Sibirien, China und Vietnam. 1997 ging sie mit einem DAAD-Forschungsstipendium an die Vietnam National University Ho Chi Minh City, College of Social Sciences and Humanities (Vietnam). 1998 verbrachte sie ein Semester in Tel Aviv. 1999 erlangte sie den Magister Artium an der Humboldt-Universität Berlin.
Es folgten monatelange Reisen nach Südostasien und Südeuropa.
2001 heiratete sie den israelischen Künstler und Kurator Noam Braslavsky, mit dem sie seit 1997 liiert war. Das Paar hat eine Tochter (* 2003) und lebt in Berlin.
Zwischen 2003 und 2008 leitete sie gemeinsam mit ihrem Mann den Kunstverein „Galerie der Künste e.V.“ in Berlin. In dieser Zeit entwickelte sie große interdisziplinäre Ausstellungsformate wie I House You oder zivilgeneratur, zeigte junge und renommierte Künstler aus aller Welt und begann, über zeitgenössische Kunst zu schreiben. Ihre Essays (z. B. über Uri Katzenstein) sind international in Künstler- und Ausstellungskatalogen erschienen. Gemeinsam mit Noam Braslavsky (der künstlerischer Leiter des Vereins war) arbeitete sie an innovativen Ausstellungsformaten wie The Murakami Collection (2007)
Zwischen 2004 und 2006 war sie zudem freie Dozentin für Medienwissenschaften und externe Betreuerin (u. a. an der Universität Bologna) für den Bereich Kunstpsychologie (im Besonderen zum Thema Eskapismus).
Zwischen 2011 und 2014 leitete sie die Young Talent Academy Sprachlabor & Erzählwerkstatt, eine Talentschmiede für Kinder und Jugendliche zwischen 10 und 19 Jahren.
Ihr 2019 erschienener Roman Die Nacht war bleich, die Lichter blinkten ist sowohl eine Art Kriminalroman als auch ein dystopisches Berlin-Porträt der mittelfristigen Zukunftsverhältnisse im fiktiven Jahr 2060. Produkte der Neurorobotik und künstlichen Intelligenz sind fester Bestandteil des Großstadtalltags, es herrscht ein radikaler Individualismus und zugleich geschehen in dieser Stadt fünfzig Suizide pro Tag. Der Roman „wirft in literarisch überzeugender Weise die Frage auf, inwieweit gerade in einer Epoche des radikalen Individualismus sich die Grenze zwischen humanem Denken und künstlicher Intelligenz aufzulösen beginnt“. Die Hörspieladaption des Romans wurde 2023 mit dem Kurd-Laßwitz-Preis ausgezeichnet. Eine Nebenfigur dieses Romans greift die Figur der künstlichen Intelligenz Tom aus Braslavskys Erzählung Ich bin dein Mensch wieder auf, deren Überreste nun in einer KI namens Goran weiterexistieren. Diese Erzählung diente auch als Vorlage für den gleichnamigen Film von Maria Schrader.

## Kritik
Die Literaturkritikerin Maike Albath ordnet Braslavsky als „Vertreterin eines neuen Realismus“ ein, „der über die unmittelbar sichtbare Wirklichkeit hinaus geht und sämtliche Geschehnisse per Röntgenblick durchdringt. Sie setzt alles in ein überscharfes Licht und stellt die vielen Facetten der faktischen Ereignisse heraus: Braslavskys Wirklichkeit ist ein überaus vielschichtiges und widersprüchliches Gebilde.“ Sie nennt sie eine „Vertreterin der Unmittelbarkeit“, ihr Sprachstil sei vom Rhythmus der Plötzlichkeit durchdrungen. Ihre Romane seien polyphone Gebilde. Braslavsky „kriecht hinein in ihre Figuren mitsamt ihren Emotionen und Ausdrucksweisen“. Albath hebt sie heraus aus der schreibenden Gruppe ihrer Generationsgenossen, sie habe nicht diese lakonische Stimme in der Tradition von Raymond Carver, die den meisten ihrer Kollegen anhafte. „Ihre Syntax ist komplexer, bildgesättigt, ihr Ton ist nicht gleichmäßig und temperiert, sondern immer wieder aufbrausend und überraschend.“ Denis Scheck bezeichnet ihren Erstlingsroman als „ein großes, auch gelungenes Formexperiment“, das ihn „von der ersten Seite in den Bann geschlagen hat“. Susanne Schulz schreibt im Nordkurier: „Inmitten der Lobeshymnen auf Emma Braslavskys Debüt fallen die kritischen Stimmen erstaunlich gegensätzlich aus: Mal wird zu viel ‚allgemeine Heiterkeit‘ auf Kosten der ernsteren Episoden moniert, mal erscheint das Buch zu ‚betulich-versonnen‘, mal mit ‚zu viel politischer Moral‘ versehen. Oft wird ihr der sprachliche Überschwang vorgeworfen, dann sei sie da wieder nicht weit genug gegangen.“ Das Buch sei „überfrachtet“, meinte das Bücher-Magazin. Sie wolle zu viel, schrieb die Welt. Marius Meller sagte einen prägenden Satz im Deutschlandradio Kultur: „Emma Braslavsky ist eine ungemein begabte Debütantin, die gleich mit dem ersten Buch schwerste Gewichte stemmt – und doch federleichte, urkomische Prosa komponiert.“

## Werke

### Bücher
- Aus dem Sinn. Roman. claassen Verlag, Berlin 2007, ISBN 978-3-546-00419-0 (2010 auf Tschechisch Bez paměti, übersetzt von Tomás Svoboda, erschienen bei Newton Books Brno, ISBN 978-80-903858-9-4)
- Das Blaue vom Himmel über dem Atlantik. Roman. claassen Verlag, Berlin 2008, ISBN 978-3-546-00432-9.
- Leben ist keine Art, mit einem Tier umzugehen. Roman. Suhrkamp Verlag, Berlin 2016, ISBN 978-3-518-42544-2.
- Die Nacht war bleich, die Lichter blinkten. Roman. Suhrkamp Verlag, Berlin 2019, ISBN 978-3-518-42883-2.
- Erdling. Roman. Suhrkamp Verlag, Berlin 2023, ISBN 978-3-518-43101-6.
- Ich bin dein Mensch. Ein Liebeslied. Die literarische Vorlage für den Film Ich bin dein Mensch. babel tower press, 2024, ISBN 978-3-911360-00-5.

### Erzählungen (Auswahl)
- Mechaniken der Erlösung. Auftragsarbeit im Rahmen des Literatur- und Musikfestivals Wege durch das Land, Literaturbüro Ostwestfalen-Lippe 2022, ISBN 978-3-946156-24-6
- Das ESKAMOT-Möbelsystem, In: Wasser, Wald, Asphalt, Online-Anthologie, Literaturland Thüringen 2021.
- Meereskunde, In: Museum der Langsamkeit, Literaturhaus Wurfpost, Freiburg 2020
- Ich bin dein Mensch. In: 2029. Geschichten von morgen (Hg. S. Brandt, C. Granderath, M. Hattendorf), suhrkamp taschenbuch, Berlin 2019, ISBN 978-3-518-47029-9.
- Die Technologie meines Todes. In: Deutschland 2089, btb München 2010, ISBN 978-3-442-74188-5.

### Essays
- Innen(an)sichten, dreimal, Katalogtext, In: Noam Braslavsky. Zuflucht(t)räume 0-II (deutsch/englisch), Berlin 2003
- zivilgeneratur, 9 philosophische Essays über neun Arbeiten zur Sprache der zivilen Evolution, Bulletin p#1 des papirossa - netzmuseums für sprache, Berlin 2004
- Die Wohnung des Regisseurs. Untersuchungsbericht über einen vergessenen Freund. In: Bulletin p#2 des papirossa - netzmuseum für sprache, Berlin 2005
- Caution! Suspicions about Templars and tomatoes. An Epiphany Inspired by Uri Katzenstein‘s Video Work ‚Azoi‘, Katalogtext, Berlin 2005
- The Ocean Does Not Respond to Us. The Transcendence of Time in Katzenstein’s Video Work ‚Hope Machines’, Katalogtext, Berlin 2007.[10]
- The Murakami Collection. Matthew Barney, Joseph Beuys, Maurizio Cattelan, Gilbert & George, Félix González-Torres, Damien Hirst, Jenny Holzer, Jeff Koons, Thomas Schütte, Hiroshi Sugimoto, Rachel Whiteread, Katalogtext, Berlin/Hannover 2007
- Von der Kunst, frei zu bleiben. In: Stunde des Bürgers. Magazin der Robert Bosch Stiftung, Stuttgart 2009
- Amplituden, Kurzgeschichte (dt./eng.), In: XVI. Rohkunstbau. Atlantis I. Hidden Histories – New Identities, Verlag Hans Schiler, Berlin 2009
- Essaybeiträge auf superdemokraticos.com[11], 2010
- Peter reicht Ottilie silbriges Austernbesteck. In: EDIT, Heft 54/55 Prosa, Leipzig 2010
- Bitte wählen Sie den Titel für diesen Essay selbst! In: Los Superdemokraticos. Verbrecher Verlag, Berlin 2010
- Danke, Uwe! nachträgliche Dankesrede an Uwe Johnson anlässlich seines 80. Geburtstags, In: Mutmaßungen. Uwe Johnson und die Gegenwartsliteratur. (Hg. Carsten Gansel), Verlag für Berlin-Brandenburg, Berlin 2014
- Fail in Peace, Fail Happier! Fail Successfully! The Art of Enduring the Stupidity of Our Intelligence in Uri Katzenstein’s Works, Katalogtext, Ausstellungskatalog Uri Katzenstein, Tel Aviv Art Museum, Tel Aviv 2015
- Braslavskys Die Warenwelt der Wunder – Ratschläge zur Verbesserung der Weltlage auf Suhrkamps Logbuch.[12]
- Essaybeiträge im Rahmen der Rubrik Freitext auf Zeit Online.[13]
- Wär ich ein Jäger auf freier Flur, SPR.i.t.Z. Sprache im technischen Zeitalter (236), 2020

### Film
- Ich bin dein Mensch, Spielfilm, Literarische und Drehbuch-Vorlage. Regie: Maria Schrader, SWR 2021. Produktion: Letterbox Filmproduktion

### Bühne
- Neuro-Moon. Manage Your Memories. Libretto für die Kammeroper, komponiert von Sara Glojnarić. Theater Freiburg, 2023

### Hörkino / Hörspiele
- Die Technologie meines Todes (Memento vom 17. September 2014 im Internet Archive), Produktion: Deutschland 2089, BR 2 (Hörspiel und Medienkunst), gesendet am 5. November 2010
- Agent Zukunft. Teil 1: Die Belohnung, dingsbums productions, Berlin 2011 (Remake und Neuauflage 2016)
- Agent Zukunft. Teil 2: Die Ausweitung der Handelszone, dingsbums productions, Berlin 2011
- Agent Zukunft. Teil 3: Kurzschluss der Welten, dingsbums productions, Berlin 2012
- Klartext, 8 Wurfsendungen. Produktion Deutschlandradio Kultur, 2012
- Agent Zukunft. Teil 4: Die beschleunigte Intelligenz, dingsbums productions, Berlin 2013
- Agent Zukunft. Teil 5: Im Paradies der Sau-Engel, dingsbums productions, Berlin 2019
- Die Nacht war bleich, die Lichter blinkten; Regie: Lorenz Schuster; Mitwirkende: Viola von der Burg (Erzählerin), Mira Mazumdar (Roberta), Enea Boschen (Cleo), Timocin Ziegler (Lennard), Anna Graenzer (Beata), Robert Spitz (Goran), René Dumont (Polizeidirektor), Robert Dölle (Peters), Jochen Striebeck (Leonhard Fischer), Ilona Grandke (Hilde Fischer), Michele Cucioffo (Karl); Produktion: Bayerischer Rundfunk 2022[14]

### Hörbücher
- Aus dem Sinn, dingsbums productions, Berlin 2021, EAN 4061707575013

### Medienkunst
- Smell, Taste, Touch - suggestives Webprojekt, erschienen in der Ausgabe 5 (Winter 2002/3) des Drunken Boat - online journal of the arts
- Krieg und Frieden, Sprachphilosophisches Denkmal, GdK Galerie der Künste, Berlin, 2004

### Verstreute Prosa (Auswahl)
- Lotos und abgetakelte Juwelen. In: Muschelhaufen Nr. 44. Viersen 2004
- Alla Baster. Kurzprosa. In: marmor & marillen. Laas/Südtirol 2008
- Kein Sex, kein Marx. In: Katharina Bendixen (Hrsg.): Quietschblanke Tage und spiegelglatte Nächte. poetenladen, Leipzig 2008
- Nirgends. Kurzgeschichte. In: Michael Hametner (Hrsg.): Risse im Beton. Rotbuch, Berlin 2009
- Amplitudes. Übersetzt von Andrew Boreham. In: no man’s land. #4 2009/2010
- Drei Beiträge für ILYR. Illustration-Erzähl-Schlangen. Herausgegeben von Asuka Grün, Marina Friedrich. Mit Beiträgen von Anatol Regnier, Emma Braslavsky, Gino Chiellino, Ilma Rakusa, Kilian Leypold, Philip Maroldt, Şinasi Dikmen, Sylvia Geist, Thomas Kraft, Vesna Lubina. Universität Nürnberg 2012

### Ausstellungen als Kuratorin (Auswahl)
- zivilgeneratur, interdisziplinäre Ausstellung mit Emma Braslavsky, Noam Braslavsky, Maurizio Cattelan, Camille Rose Garcia & Janet Ginsburg, Hüseyin Arda, Astrid Menze & Thomas Ladenburger, Ola Lewin, Wojciech Stamm, Cesare Viel, papirossa - netzmuseum für sprache zusammen mit der GdK e.V., Berlin 2004
- EMERGING PROPERTIES: THIRTEEN WAYS OF LOOKING AT A BLACKBIRD. Installation mit Video, Musik und Sprechperformance (in Englisch) nach dem gleichnamigen Gedicht von Wallace Stevens. Konzept, Regie und Spoken Word: Nicola Caroli, Gdk Galerie der Künste. Berlin 2004
- I House You. Zur Sprache der eigenen vier Wände, interdisziplinäre Ausstellung mit Jim Avignon, Manuel Bonik, Noam Braslavsky, Amit Epstein, Peter Herbstreuth & bizzim, Patrick Jambon, Michael Konstabel, Anabela Macieira, Kolja Mensing, Karin Pott, Rabbiner Walter Rothschild, Jan Schlubach, Michael Schoenholtz, Jenni Zylka, papirossa - netzmuseum für sprache zusammen mit der GdK e.V., Berlin 2005
- Above the Roofs of Berlin, Ausstellung in einem zweistöckigen Penthouse am Olivaer Platz, mit über 50 Arbeiten von James Welling, Micha Ullman, Guillermo Srodek-Hart, Miguel Rothschild, Tobias Rehberger, Nina Pohl, Heribert C. Ottersbach, Jean-Luc Mylayne, Shahar Marcus, Michael Laube, Sigalit Landau, Kristof Kintera, Uri Katzenstein, Ik-Joong Kang, Jenny Holzer, Chen Guangwu, Dan Graham, Noam Braslavsky, John Baldessari, Karíma Al-Mukhtarová, Ron Aloni, Berlin 2014

### Kataloge (Herausgeberin)
- zivilgeneratur, Bulletin p#1 des papirossa - netzmuseums für sprache, Berlin 2004, ISSN 1614-8886
- I House You, Zur Sprache der eigenen vier Wände, Bulletin p#2 des papirossa - netzmuseums für sprache, Berlin 2005, ISSN 1614-8886
- The Murakami Collection, Berlin/Hannover 2007
- Above the Roofs of Berlin, designed by neubauberlin, Berlin 2014

## Auszeichnungen
- 2025 Thüringer Literaturpreis
- 2024 Deutscher Pop-Literaturpreis (Longlist) für Erdling
- 2024 Stipendiatin der Villa Aurora
- 2022 Kurd-Laßwitz-Preis Bestes Hörspiel für Die Nacht war bleich, die Lichter blinkten (Produktion: BR)
- 2021 Thüringer Literaturstipendium Harald Gerlach für ihr Buchprojekt Erdling
- 2021 Alfred-Döblin-Stipendium für einen Essayband
- Nominierung für den Kurd-Laßwitz-Preis 2020 (Kategorie Roman) für Die Nacht war bleich, die Lichter blinkten
- 2020 Nominierung für den Deutschen Science-Fiction-Preis 2020 (Kategorie Kurzgeschichte) für Ich bin dein Mensch
- 2020 Nominierung für den Phantastikpreis der Stadt Wetzlar 2020 (Longlist) für Die Nacht war bleich, die Lichter blinkten
- 2020 Nominierung für den Skoutz-Award 2020 (Midlist, Kategorie Science-Fiction) für Die Nacht war bleich, die Lichter blinkten[15]
- 2020 einjähriges Stipendium der Berliner Senatsverwaltung für Kultur und Europa[16]
- 2019 Preis des Wirtschaftsclubs im Literaturhaus Stuttgart für Die Nacht war bleich, die Lichter blinkten[17]
- 2019 Werkstipendium des Deutschen Literaturfonds
- 2012 Longlist Ohrkanus-Hörspielpreis für Agent Zukunft
- 2012 Stipendiatin des Goethe-Instituts in Sarajevo
- 2008 Massimo-Stipendium am Deutschen Studienzentrum in Venedig
- 2007 Franz-Tumler-Literaturpreis für Aus dem Sinn
- 2007 Uwe-Johnson-Förderpreis für Aus dem Sinn
- 2007 Nominierung für den Debütpreis des Buddenbrookhauses für Aus dem Sinn
- 2006 Grenzgängerstipendium der Robert Bosch Stiftung für Das Blaue vom Himmel über dem Atlantik
- 2005 Stipendiatin der Prosa-Werkstatt des Literarischen Colloquiums Berlin (LCB) mit Aus dem Sinn